# Rosannagh MacLennan
Pour les articles homonymes, voir MacLennan.
Rosannagh MacLennan (née le 28 août 1988 à Toronto, Canada) est une gymnaste canadienne, spécialisée dans le trampoline.
Elle est le porte-drapeau de l'équipe du Canada pour la cérémonie d’ouverture des Jeux olympiques de Rio de Janeiro en 2016, où elle remporte sa deuxième médaille d'or olympique.

## Palmarès et classements

### Jeux olympiques
- Pékin 2008
  - 7e en trampoline individuel.

- Londres 2012
  -  médaille d'or en trampoline individuel.

- Rio 2016
  -  médaille d'or en trampoline individuel.

### Championnats du monde de trampoline
- Eindhoven 2005
  -  médaille d'argent en synchronisé.

- Québec 2007
  -  médaille d'or en synchronisé.
  -  médaille d'argent par équipe.
  -  médaille de bronze en individuel.

- Saint-Pétersbourg 2009
  -  médaille d'argent en synchronisé.
  -  médaille de bronze par équipe.

- Metz 2010
  -  médaille de bronze en individuel.

- Birmingham 2011
  -  médaille d'argent en individuel.
  -  médaille d'argent en synchronisé.
  -  médaille de bronze par équipe.

- Sofia 2013
  -  médaille d'or en individuel.
  -  médaille d'argent par équipe.

- Daytona Beach 2014
  -  médaille d'argent en individuel.
  -  médaille d'argent en synchronisé.

- Saint-Pétersbourg 2018
  -  médaille d'or en individuel.
  -  médaille d'argent en synchronisé.
  -  médaille de bronze par équipe.

- Tokyo 2019
  -  médaille de bronze en individuel.
  -  médaille de bronze par équipe.

### Jeux panaméricains
- Rio de Janeiro 2007
  -  Médaille d'argent en trampoline individuel.

- Guadalajara 2011
  -  Médaille d'or en trampoline individuel.

- Toronto 2015
  -  Médaille d'or en trampoline individuel.